# Лејанира
Лејанира је личност из грчке митологије.

## Митологија
Била је Амиклова и Диомедина кћерка. Са Аркадом је имала синове Елата и Афида. Према неким изворима, Аркад је те синове имао са Меганиром, а Амикле и Диомеда су имали кћерку Лаодамију.